# Tipasodes melalepidia
Tipasodes melalepidia là một loài bướm đêm trong họ Noctuidae.